# Tytthaena
Tytthaena is een geslacht van uitgestorven roofzoogdieren die in het Paleoceen in Noord-Amerika leefden. Het is het enige geslacht uit de onderfamilie Tytthaeninae van de familie Oxyaenidae.

## Fossiele vondsten
Tot het geslacht Tytthaena behoren twee soorten. Hiervan is de typesoort T. parrisi de oudste en het leefde tijdens de North American Land Mammal Age Tiffanian. De tweede soort, T. lichna, leefde tijdens het Clarkforkian. Fossielen van beide soorten zijn gevonden in de Amerikaanse staat Wyoming.

## Kenmerken
Tytthaena had het formaat van een huiskat. De scheurkiezen waren nog beperkt ontwikkeld. 